# Raucourt-et-Flaba
Raucourt-et-Flaba é uma comuna francesa na região administrativa de Grande Leste, no departamento das Ardenas. Estende-se por uma área de 21,83 km². Em 2010 a comuna tinha 839 habitantes (densidade: 38,4 hab./km²).